# Сухов, Павел Владиславович
Па́вел Владисла́вович Су́хов (7 мая 1988, Куйбышев, СССР) — российский фехтовальщик, серебряный призер Олимпийских игр в Токио, четырёхкратный чемпион Европы, участник летних Олимпийских игр 2012 и 2016, бронзовый призёр чемпионатов мира 2013 и 2017 года. Заслуженный мастер спорта России.

## Спортивная биография
Заниматься фехтованием Павел начал в 9 лет под руководством Олега Николаевича Копёнкина. Первым крупным успехом на международной арене стала бронзовая медаль в командной шпаге, завоёванная на чемпионате мира среди юниоров. В 2010 году Сухов становится чемпионом Европы на молодёжном первенстве старого света. В том же году российский спортсмен завоёвывает свою первую значимую взрослую награду. На чемпионате Европы в Лейпциге Сухов становится бронзовым призёром в индивидуальной шпаге. Спустя год на чемпионате в Шеффилде Павел в составе сборной России занимает третье место в командной шпаге. В 2012 году на чемпионате Европы в итальянском Леньяно Сухов становится чемпионом Европы в личной шпаге, победив в финале эстонца Николая Новосёлова.
В августе 2012 года Павел дебютировал на летних Олимпийских играх. В соревнованиях в индивидуальной шпаге Сухов уже в первом раунде уступил будущему бронзовому медалисту игр южнокорейцу Чон Джин Сону 11-15.

## Личная жизнь
- Обучается в Поволжской государственной социально-гуманитарной академии.
- Хобби — горные лыжи.

## Награды
- Медаль ордена «За заслуги перед Отечеством» I степени (11 августа 2021 года) — за большой вклад в развитие отечественного спорта, высокие спортивные достижения, волю к победе, стойкость и целеустремленность, проявленные на Играх XXXII Олимпиады 2020 года в городе Токио (Япония)[2].